# Петропавловка (Актюбинская область)
Петропавловка (каз. Петропавловка) — село в Каргалинском районе Актюбинской области Казахстана. Административный центр Желтауского сельского округа. Находится примерно в 59 км к западу от центра села Бадамша. Код КАТО — 154051100.

## Население
В 1999 году население села составляло 2111 человек (1043 мужчины и 1068 женщин). По данным переписи 2009 года, в селе проживало 1945 человек (951 мужчина и 994 женщины).